# Сушкова, Анастасия Павловна
Анастасия Павловна Сушкова (урожденная княжна Долгорукова; 1789—1828) — русская переводчица

; сестра Е. П. Фадеевой и мать мемуаристки Е. А. Хвостовой.

## Биография
Младшая дочь князя Павла Васильевича Долгорукова (1755—1837, генерал-майор, внук С. Г. Долгорукова) и его жены Генриетты Адольфовны де Бандре (ок. 1767—1812). Родители её жили в разъезде. Анастасия Павловна воспитывалась в селе Знаменском Мокшанского уезда Пензенской губернии в имении бабушки княгини А. И. Долгоруковой.    
Получила хорошее домашнее образование под присмотром гувернантки-англичанки, основательно знала три иностранных языка, любила читать и сама писала стихи. По свидетельству дочери, переводила в стихах Томаса Мора, Юнга и Байрона. Тетрадь с этими переводами сохранилась у Е. А. Хвостовой. Была «замечательная красавица, известная, в своем время, в Москве под названием «la belle Dolgorouky». 
В 1811 году против воли своего отца вступила в брак с «бедным и незнатным ополченцем» Александром Васильевичем Сушковым (1790—1831), который был «очень хорошенький собой; маленького роста, но сильный, удалой, придирчивый; кутила и игрок». Семейная жизнь Сушковых сложилась неудачно. Из-за неуживчивого характера мужа, Анастасии Павловне приходилось постоянно переезжать с места на место (Москва, Санкт-Петербург, Пенза или имение Знаменское) и часто жить в разлуке с дочерьми — Екатериной (1812—1868) и Елизаветой (1815—1883; замужем за Е. С. Ладыженским). В 1820 году супруги окончательно разошлись. Сушков решил, что жена больная сердцем не может заниматься детьми, и силой забрал их. Старшая воспитывалась в доме родственника Н. С. Беклешова, а младшая — в Смольном институте.
Разойдясь с мужем, Анастасия Павловна проживала в Пензе или в имении Знаменское. От аневризма она страдала сильным сердцебиением и последние четыре года своей жизни спала в креслах сидя, а иногда даже стоя в уголку, опираясь на спинку стула. Скончалась скоропостижно 14 мая 1828 года в селе Мещерском Сердобского уезда Саратовской губернии, в имении своей родственницы П. Ю. Кологривовой, где и была похоронена. Муж её умер вскоре после неё, в остроге, куда попал за буйство, учиненное в церкви.